# Giải vô địch bóng đá nữ U-19 châu Á 2006
Giải vô địch bóng đá nữ U-19 châu Á 2006 diễn ra tại Kuala Lumpur, Malaysia từ 8 tới 18 tháng 4 năm 2006. Ba đội đứng đầu giành quyền tham dự Giải vô địch bóng đá nữ U-20 thế giới 2006.

## Vòng bảng

### Bảng A
| Đội               | Tr | T | H | B | BT | BB | HS  | Đ |
| ----------------- | -- | - | - | - | -- | -- | --- | - |
| Nhật Bản          | 3  | 3 | 0 | 0 | 11 | 1  | +10 | 9 |
| CHDCND Triều Tiên | 3  | 2 | 0 | 1 | 16 | 4  | +12 | 6 |
| Hàn Quốc          | 3  | 1 | 0 | 2 | 13 | 4  | +9  | 3 |
| Ấn Độ             | 3  | 0 | 0 | 3 | 0  | 31 | −31 | 0 |

| Hàn Quốc | 11–0 | Ấn Độ |
| -------- | ---- | ----- |
|          |      |       |

| CHDCND Triều Tiên | 0–3 | Nhật Bản |
| ----------------- | --- | -------- |
|                   |     |          |

| Ấn Độ | 0–14 | CHDCND Triều Tiên |
| ----- | ---- | ----------------- |
|       |      |                   |

| Nhật Bản | 2–1 | Hàn Quốc |
| -------- | --- | -------- |
|          |     |          |

| Hàn Quốc | 1–2 | CHDCND Triều Tiên |
| -------- | --- | ----------------- |
|          |     |                   |

| Ấn Độ | 0–6 | Nhật Bản |
| ----- | --- | -------- |
|       |     |          |

### Bảng B
| Đội        | Tr | T | H | B | BT | BB | HS  | Đ |
| ---------- | -- | - | - | - | -- | -- | --- | - |
| Úc         | 3  | 3 | 0 | 0 | 24 | 0  | +24 | 9 |
| Trung Quốc | 3  | 2 | 0 | 1 | 31 | 1  | +30 | 6 |
| Jordan     | 3  | 1 | 0 | 2 | 2  | 17 | −15 | 3 |
| Malaysia   | 3  | 0 | 0 | 3 | 1  | 40 | −39 | 0 |

| Trung Quốc | 0–1 | Úc |
| ---------- | --- | -- |
|            |     |    |

| Malaysia | 1–2 | Jordan |
| -------- | --- | ------ |
|          |     |        |

| Úc | 16–0 | Malaysia |
| -- | ---- | -------- |
|    |      |          |

| Jordan | 0–9 | Trung Quốc |
| ------ | --- | ---------- |
|        |     |            |

| Trung Quốc | 22–0 | Malaysia |
| ---------- | ---- | -------- |
|            |      |          |

| Úc | 7–0 | Jordan |
| -- | --- | ------ |
|    |     |        |

## Vòng đấu loại trực tiếp

### Bán kết
| Nhật Bản          | 1–1 | Trung Quốc |
| ----------------- | --- | ---------- |
|                   |     |            |
| Loạt sút luân lưu |     |            |
|                   | 3–5 |            |

| Úc | 2–4 | CHDCND Triều Tiên |
| -- | --- | ----------------- |
|    |     |                   |

### Tranh hạng ba
| Nhật Bản | 2–3 | Úc |
| -------- | --- | -- |
|          |     |    |

### Chung kết
| Trung Quốc | 1–0 | CHDCND Triều Tiên |
| ---------- | --- | ----------------- |
|            |     |                   |